# Chanatip Sonkham
Chanatip Sonkham (in thailandese ชนาธิป ซ้อนขำ; Phatthalung, 1º marzo 1993) è una taekwondoka thailandese.

## Palmarès
- Giochi olimpici

Londra 2012: bronzo nei 49 kg.
- Mondiali

Puebla 2013: oro nei pesi mosca.
- Giochi asiatici

Canton 2010: bronzo nei pesi mosca.
Incheon 2014: oro nei pesi mosca.
- Asiatici

Astana 2010: bronzo nei pesi mosca.
Ho Chi Minh 2012: bronzo nei pesi mosca.
Tashkent 2014: bronzo nei pesi mosca.
- Giochi del Sud-est asiatico

Singapore 2015: oro nei 49 kg.